# Freycinetia tenuifolia
Freycinetia tenuifolia är en enhjärtbladig växtart som beskrevs av Huynh. Freycinetia tenuifolia ingår i släktet Freycinetia och familjen Pandanaceae. Inga underarter finns listade.